# Oksana Bajul
Oksana Serhijiwna Bajul (ukrainisch Оксана Сергіївна Баюл; * 16. November 1977 in Dnipropetrowsk, Ukrainische Sozialistische Sowjetrepublik, Sowjetunion) ist eine ehemalige ukrainische Eiskunstläuferin, die im Einzellauf startete. Sie ist die Olympiasiegerin von 1994 und die Weltmeisterin von 1993.

## Werdegang
Bajuls Eltern ließen sich scheiden als sie zwei Jahre alt war. Daraufhin wurde sie von ihrer Mutter Marina aufgezogen. Als Oksana 13 Jahre alt war, starb ihre Mutter an Eierstockkrebs. Oksana hatte zu diesem Zeitpunkt bereits ihre Großeltern mütterlicherseits verloren und keine anderen Verwandten mehr. Eine Zeitlang kümmerte sich der Trainer um die Waise. Später emigrierte er jedoch nach Kanada. Halyna Smijewska, die zu dieser Zeit profilierteste Trainerin in der Ukraine, holte Bajul nach Odessa, nahm sie in ihre Familie auf, fungierte als Ersatzmutter und trainierte sie weiterhin. Dies geschah auf Anraten von Smijewskas Schwiegersohn, dem späteren Olympiasieger im Eiskunstlauf, Wiktor Petrenko, der auch für die Kosten aufkam.
1993 wurde Oksana Bajul nach dem Zusammenbruch der Sowjetunion die erste ukrainische Meisterin. Bei ihrer ersten Europameisterschaft wurde sie in Helsinki Vize-Europameisterin hinter der Französin Surya Bonaly. Diese schlug sie bei der Weltmeisterschaft in Prag und wurde somit auf Anhieb Weltmeisterin. Dies war in der Geschichte der Damenkonkurrenz bei Weltmeisterschaften bisher nur Madge Syers, Herma Szabó und Barbara Ann Scott gelungen. 2006 schaffte Kimmie Meissner dieses Kunststück erneut. 
1994 verteidigte Bajul ihren nationalen Meistertitel und wurde in Kopenhagen erneut Vize-Europameisterin hinter Surya Bonaly. Es folgten die Olympischen Spiele in Lillehammer. In einer extrem knappen Entscheidung gewann Bajul olympisches Gold vor Nancy Kerrigan aus den USA. Dabei verpasste Bajul fast die Kür, da sie am Vortag beim Training mit Tanja Szewczenko zusammengestoßen war und Verletzungen davongetragen hatte. Sie erhielt daraufhin zwei offiziell genehmigte Spritzen zur Betäubung ihrer Schmerzen.
Oksana Bajul hat Geschichte geschrieben: Sie gewann die erste Goldmedaille für die unabhängige Ukraine.
Trotz ihres Status als Olympiasieger waren Bajul und Petrenko nach ihrer Rückkehr in die Ukraine mit Problemen konfrontiert. Nach dem Zusammenbruch der Sowjetunion war das Eisstadion in Odessa durch mangelnde finanzielle Unterstützung heruntergekommen. Die Maschinen zur Eisaufbereitung funktionierten nicht mehr. Trainer und Schüler mussten das Eis manuell aufbereiten. Es war somit nicht überraschend, dass Bajul bereits nach diesen Olympischen Spielen, im Alter von erst 16 Jahren, ihre Wettkampfkarriere beendete und zu den Profis wechselte, um Geld zu verdienen. Halyna Smijewska handelte einen guten Vertrag für sie aus, der es ihr ermöglichte, hochprofitabel durch die USA zu touren. Jedoch hatte sie mit gesundheitlichen Problemen zu kämpfen. Im Sommer 1994 musste sie sich einer Knieoperation unterziehen. Die Ärzte verordneten ihr Ruhe. Bajul ignorierte jedoch diese Anweisung, um ihren Vertrag zu erfüllen. In diesem Jahr wurden Bajul und Petrenko eingeladen, im neu gebauten Eislaufstadion in Connecticut zu trainieren. Smijewska sollte dort Trainerin werden. So zog die ganze Familie, inklusive Smijewskas Tochter Nina, Petrenkos Ehefrau, nach Simsbury, Connecticut.
Nach einigen persönlichen und gesundheitlichen Schwierigkeiten hatte Bajul Alkoholprobleme und wurde nach einem Autounfall unter Alkoholeinfluss 1997 festgenommen. Daraufhin unterzog sie sich einer Entziehungskur, welche erfolgreich verlief.
Momentan lebt sie in New Jersey. Sie tritt weiterhin bei Showveranstaltungen auf und vertreibt eine eigene Mode- und Schmuckkollektion. Außerdem veröffentlichte sie 1997 ein Buch über Eiskunstlauf sowie eine Autobiografie. Ihr Leben wurde 1994 in A Promise Kept: The Oksana Baiul Story verfilmt.

## Ergebnisse
| Wettbewerb / Jahr           | 1990 | 1991 | 1992 | 1993 | 1994 |
| --------------------------- | ---- | ---- | ---- | ---- | ---- |
| Olympische Winterspiele     |      |      |      |      | 1.   |
| Weltmeisterschaften         |      |      |      | 1.   |      |
| Europameisterschaften       |      |      |      | 2.   | 2.   |
| Sowjetische Meisterschaften | 12.  | 10.  |      |      |      |
| Ukrainische Meisterschaften |      |      |      | 1.   | 1.   |

## Werke
- Oksana: My Own Story. Random House Books. ISBN 0-679-88382-7
- Secrets of Skating.  Universe / Rizzoli. ISBN 0-7893-0104-0